# La Moutade
La Moutade korábbi község (település) Franciaországban, Puy-de-Dôme megyében. 2016. január 1-jén Cellule községgel egyesült és Chambaron sur Morge új község része lett.
Lakosainak száma 533 fő (2018. január 1.). La Moutade Aubiat és Cellule községekkel határos.

## Népesség
A település népességének változása:
| Lakosok száma | 371  | 332  | 346  | 350  | 372  | 474  | 446  | 1735 | 525  | 533  |
|               | 1962 | 1968 | 1975 | 1990 | 1999 | 2008 | 2013 | 2016 | 2017 | 2018 |